# Дума на българските емигранти
„Дума на българските емигранти“ е първият вестник на Христо Ботев (както и сред първите български вестници изобщо), излязъл на 10 юни 1871 г. в Браила.
В него са публикувани голяма част от лирическите произведения на Ботев, сатиричните му фейлетони и публицистика.
Мото на вестника е „Истината е свята, свободата е мила!“. В брой първи в статията си Ботев призовава да се води едновременно борба за национална и социална свобода и възлага надежда на българската емиграция, която трябва да се готви „за нови удари“.
В четири от известните пет броя на вестника, са отпечатани 16 статии на Ботев – „Наместо програма“, „Народът вчера, днес и утре“, „Смешен плач“, „Решен ли е църковният въпрос“, стихотворенията „До либето ми“, „Дялба“, „На прощаване“, „Хайдути“, „Елегия“, „Борба“ и „Пристанала“.
Последният брой на „Дума на българските имигранти“ излиза на 5 август 1871 г.